# 脇田直賢
脇田 直賢（わきた なおかた、1585年（天正13年） - 1660年（万治3年））は、江戸時代初期の加賀藩藩士。金沢町奉行。朝鮮の漢城生まれで、初名は金如鉄(キム・ヨチョル)。
翰林学士である金時省の息子であったが、1592年に文禄の役の際に孤児となり、宇喜多秀家の捕虜となった。その後名護屋城を経て岡山に連れられ、秀家の正室・豪によって養育される。翌年、所用で豪が実兄の前田利長を訪ねた際に、利長の正室永姫（玉泉院）が供をした如鉄を気に入り、玉泉院が養育することになる。

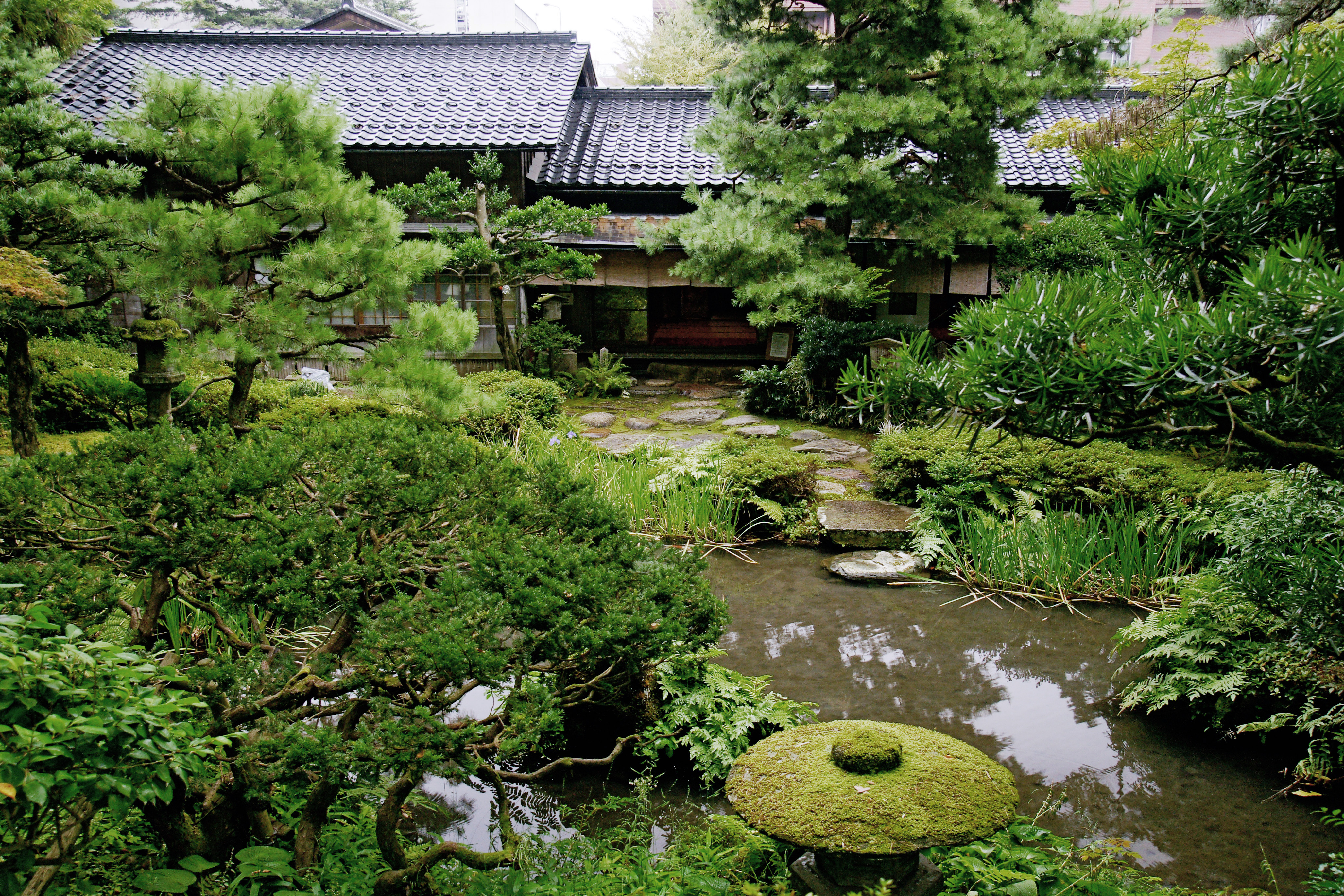
脇田家が造園した玉泉園の主庭池と寒雲亭

利長のそばで成長した彼は九兵衛と称し、俸禄230石を得て奉公を続ける。1605年頃、玉泉院の斡旋で家臣の脇田家（禄高450石）の養子となり、脇田直賢を名乗る。大坂夏の陣で戦功があり、寛永年間には恩賞見直しにより1000石まで出世する。役職では御小姓頭、金沢町奉行等の要職を務め、最終的には禄高1500石に出世した。
彼の父が両班層の文官だったこともあり文芸方面にも力を発揮し、加賀において連歌の一人者であり、また源氏物語切紙伝授や古今伝授を受けるなどした。また、金沢にある日本庭園玉泉園は直賢から四代目九兵衛までの歴代脇田家当主が造園したものであり、その名前は直賢の恩人である玉泉院にちなんでいる。直賢は高山右近の影響を受け、隠れキリシタンであったとされ、玉泉園には合掌した聖母マリア像が刻まれた灯篭が建てられている。晩年に出家した後には名前のみもとの如鉄に戻した。